# Ruth McDevitt
Ruth McDevitt, nata Ruth Thane Shoecraft (Coldwater, 13 settembre 1895 – Los Angeles, 27 maggio 1976), è stata un'attrice statunitense caratterista, che divenne particolarmente celebre nel corso degli anni '60 e '70, in età matura.

## Biografia
Figlia di uno sceriffo di contea, nata in Michigan, visse la sua infanzia in Ohio, a causa del lavoro del padre. Si diplomò all'American Academy of Dramatic Arts, ma, in seguito al matrimonio con Patrick John McDevitt, (da cui in seguito prese il cognome), abbandonò la carriera d'attrice per dedicarsi alla famiglia.
Suo marito morì poco più che quarantenne nel 1934, e fu allora che la McDevitt ritornò sui suoi passi.
Fra la fine degli anni '30 e l'inizio degli anni '40 divenne una delle più amate caratteriste di Broadway, lavorò assiduamente in programmi radiofonici fino a che, nel 1949, non ottenne la prima di una lunga serie di parti in televisione. Fra le sue memorabili interpretazioni sul piccolo schermo, da ricordare quella di Ticheba, la dispotica regina delle streghe nella serie televisiva Vita da strega (1964-1972) e le partecipazioni a Strega per amore e Le strade di San Francisco. Si ritagliò tuttavia anche un posto d'onore fra le caratteriste del cinema statunitense, potendo vantare collaborazioni cinematografiche con grandi registi come Alfred Hitchcock in Gli uccelli (1963), e David Swift in Il cowboy con il velo da sposa (1961).
Morì qualche mese prima di compiere ottantun'anni in seguito a complicazioni polmonari, e le sue spoglie riposano al Westwood Memorial Park nei pressi di Hollywood.
Con oltre ottanta film all'attivo, dotata di una comicità semplice, frizzante e corrosiva rimasta inalterata sino alla fine della carriera, Ruth McDevitt ha lasciato il ricordo di una delle più abili caratteriste che il cinema americano abbia mai avuto, dolce e tenera ma all'occorrenza spregevole e malvagia.

## Filmografia parziale

### Cinema
- Il cowboy con il velo da sposa (The Parent Trap), regia di David Swift (1961)
- Venere in pigiama (Boys' Night Out), regia di Michael Gordon (1962)
- Il granduca e mister Pimm (Love Is a Ball), regia di David Swift (1963)
- Gli uccelli (The Birds), regia di Alfred Hitchcock (1963)
- Tre donne per uno scapolo (Dear Heart), regia di Delbert Mann (1964)
- Change of Habit, regia di William A. Graham (1969)
- Oggi sposi: sentite condoglianze (The War Between Men and Women), regia di Melville Shavelson (1972)
- Mame, regia di Gene Saks (1974)
- Criminali in pantofole (Homebodies), regia di Larry Yust (1974)

### Televisione
- The Nurses – serie TV, episodio 1x01 (1962)
- The Outsider – serie TV, episodio 1x26 (1969)
- Ellery Queen – serie TV, episodio 1x05 (1975)
- Una delle mie mogli è scomparsa (One of My Wives Is Missing), regia di Glenn Jordan (1976) – film TV

## Doppiatrici italiane
- Lydia Simoneschi in Il cowboy con il velo da sposa
- Franca Dominici in Gli uccelli